# Neural Designer
Neural Designer (français : Concepteur de réseaux de neurones) est un programme informatique d’exploration de données basé sur la technique des réseaux de neurones artificiels. 

## Histoire
Il a été développé à partir de la bibliothèque logicielle de open source OpenNN  et il offre une interface graphique qui simplifie l’entrée des données et l’interprétation des résultats. 
En 2014, Neural Designer fut sélectionné par la revue spécialisée Predictive Analytics Today  comme un des principaux logiciels d’exploration de données, ainsi que par Big Data Analytics Today comme une des meilleures applications d’intelligence artificielle inspirées par le fonctionnement du cerveau. 
En 2015, Neural Designer a été choisi par la Commission européenne, dans le programme Horizon 2020, comme une technologie de rupture dans le domaine des TIC.

## Caractéristiques
Neural Designer est un logiciel d’apprentissage automatique à usage général. Il contient des outils pour résoudre des problèmes de régression de fonctions et de reconnaissance de formes.
L’entrée du programme est un ensemble de données et la sortie est le modèle prédictif correspondant.
Le logiciel permet d’exporter l’expression mathématique du réseau neuronal afin de pouvoir l'utiliser avec n’importe quel langage de programmation ou système informatique.